# Carl Bechstein

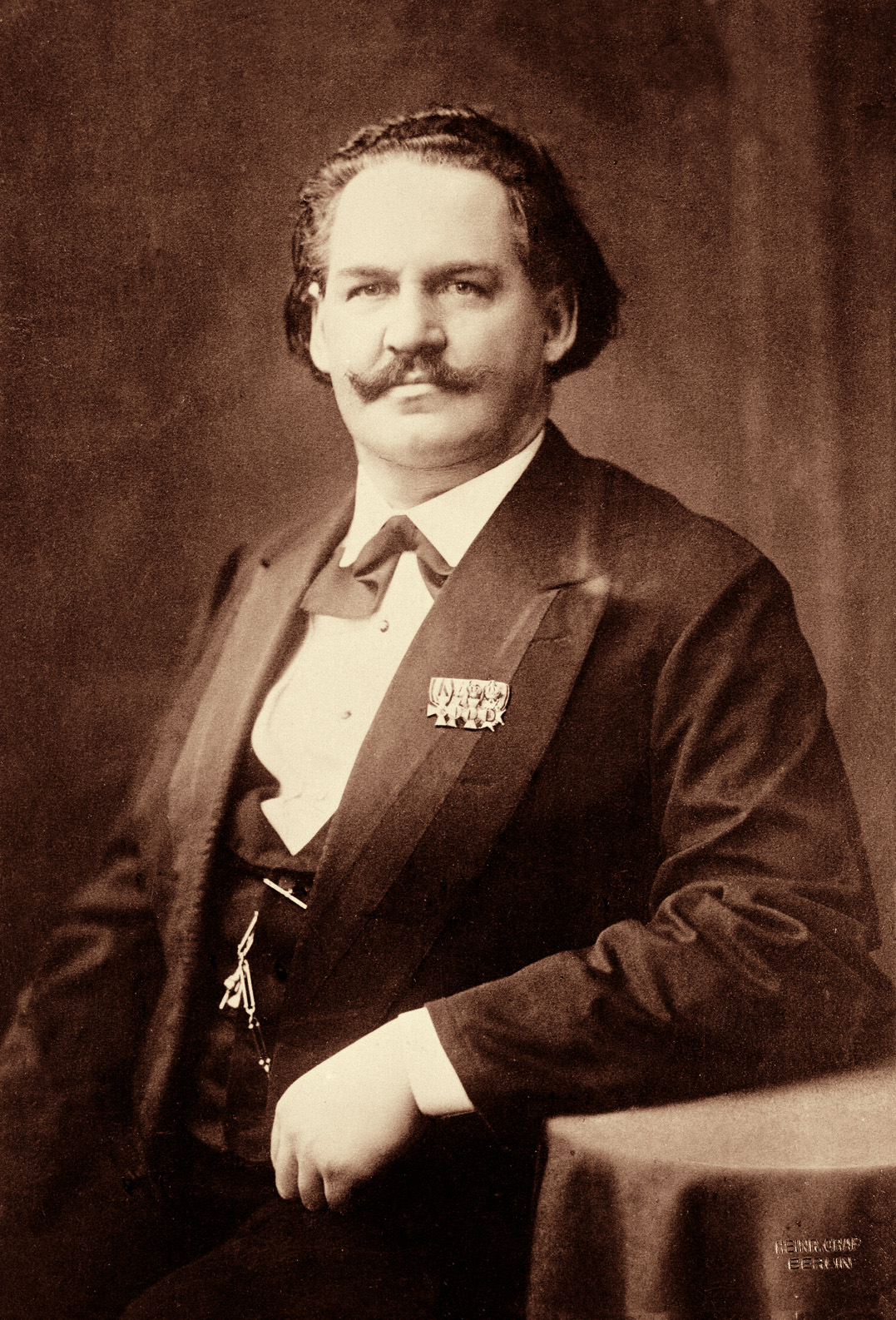
Carl Bechstein

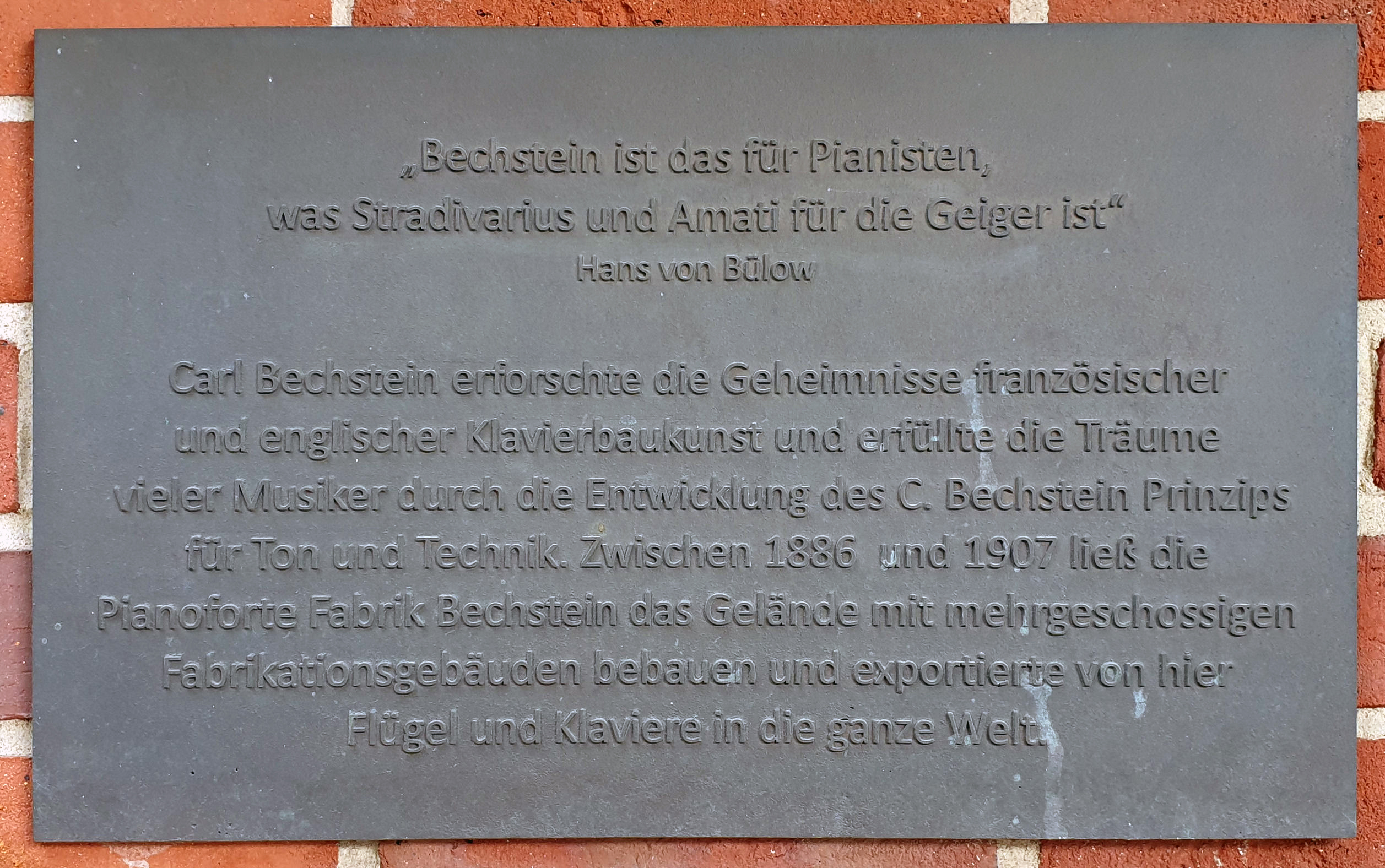
Gedenktafel an der ehemaligen Pianoforte Fabrik in Berlin-Kreuzberg

Carl Bechstein (* 1. Juni 1826 in Gotha; † 6. März 1900 in Berlin) war ein deutscher Klavierbauer, der 1853 in Berlin die Pianoforte-Fabrik C. Bechstein gründete.

## Leben
Carl Bechstein war der Stiefsohn des Lehrers, Kantors und Pflanzenzüchters Johann Michael Agthe (1784–1861), wurde im Hause Siebleber Straße 8 in Gotha geboren und verbrachte seine Jugend im Witternschen Hof in Neudietendorf (heute: Drei-Gleichen-Straße 34). Bechstein wurde 1840 im Alter von 14 Jahren zu dem Klavierbauer Johann Gleitz in Erfurt in die Lehre geschickt. Nach der Ausbildung arbeitete er bei verschiedenen Klavierbauern, unter anderem auch in Dresden. 1846 oder 1848 (die Jahreszahl steht nicht genau fest) verschlug es ihn nach Berlin. Dort arbeitete er bei dem Klavierbauer Gottfried Perau, der ihn rasch zum Werkstattleiter beförderte. In der zweiten Hälfte des Jahres 1849 ging Bechstein erst nach London, später nach Paris, wo er seine Ausbildung vervollkommnete. Einer seiner Lehrer, der Elsässer Jean Georges Kriegelstein, ein erfolgreicher Unternehmer, brachte ihm die Grundzüge von Unternehmenspolitik und Geschäftspraktik bei.
Im Jahr 1852 ging Bechstein als Geschäftsführer zu Perau nach Berlin zurück. Nur ein Jahr später gründete er am 1. Oktober 1853 im ersten Stock eines Gebäudes, das Perau als Magazin diente, eine eigene Werkstatt. Innerhalb eines dreiviertel Jahres entstanden die ersten beiden Instrumente, die Bechstein ohne Unterstützung selbst baute. In den ersten sechs Jahren lieferte er 176 Klaviere und Flügel aus.
Bechstein heiratete 1856 Louise Döring aus Strausberg. Mit ihr hatte er drei Söhne, Edwin, Carl und Johannes. Zu dieser Zeit hatte er bereits einen seiner wichtigsten Kunden kennengelernt: den Pianisten Hans von Bülow. Mit diesem verband ihn bald mehr als das Geschäftliche. Bülow hatte sich immer wieder – auch gegenüber seinem ehemaligen Lehrer Franz Liszt – über die Qualität der damals gebauten Flügel beschwert. Nicht selten kam es vor, dass die herkömmlichen Instrumente den Anforderungen der romantischen Klaviermusik und der damit einhergehenden Anschlagskultur von Pianisten wie Bülow oder Liszt nicht gewachsen waren. Das Material ermüdete zu schnell oder ging im Wortsinn in die Brüche. Bechstein baute einen Konzertflügel, der von Bülow am 22. Januar 1857 mit der Klaviersonate h-Moll von Franz Liszt der Öffentlichkeit vorgestellt wurde. Der Auftritt war eine Sensation; schnell war das Instrument verkauft.
Bis Ende 1860 hatte Bechstein 300 Flügel gebaut. Nach dem Tod Peraus im Jahr 1861, der auch das Ende der Klaviermanufaktur Perau bedeutete, expandierte das Unternehmen. 1862 wurde Carl Bechstein auf der Londoner Industrieausstellung mit der Silbermedaille geehrt. Als Geschenk an Richard Wagner bestellte König Ludwig II. von Bayern bei Carl Bechstein ein Kompositionsklavier, das Wagner größte Freude bereitete. Ab 1870 erhöhte sich die Produktion der Klavierfabrik auf ca. 500 Instrumente pro Jahr. Bechstein eröffnete in den Folgejahren noch zwei weitere Klavierfabriken und 1885 eine Auslandsdependance in London. 1892 wurde Bechstein zu Ehren ein Konzerthaus, der Saal Bechstein, eingerahmt von einer dreitägigen Musikfeier eröffnet. Der Höhepunkt seines Lebenswerkes war erreicht, als Carl Bechstein 1896 die Goldmedaille der Großen Berliner Gewerbeausstellung erhielt.

## Tod und Grabstätte

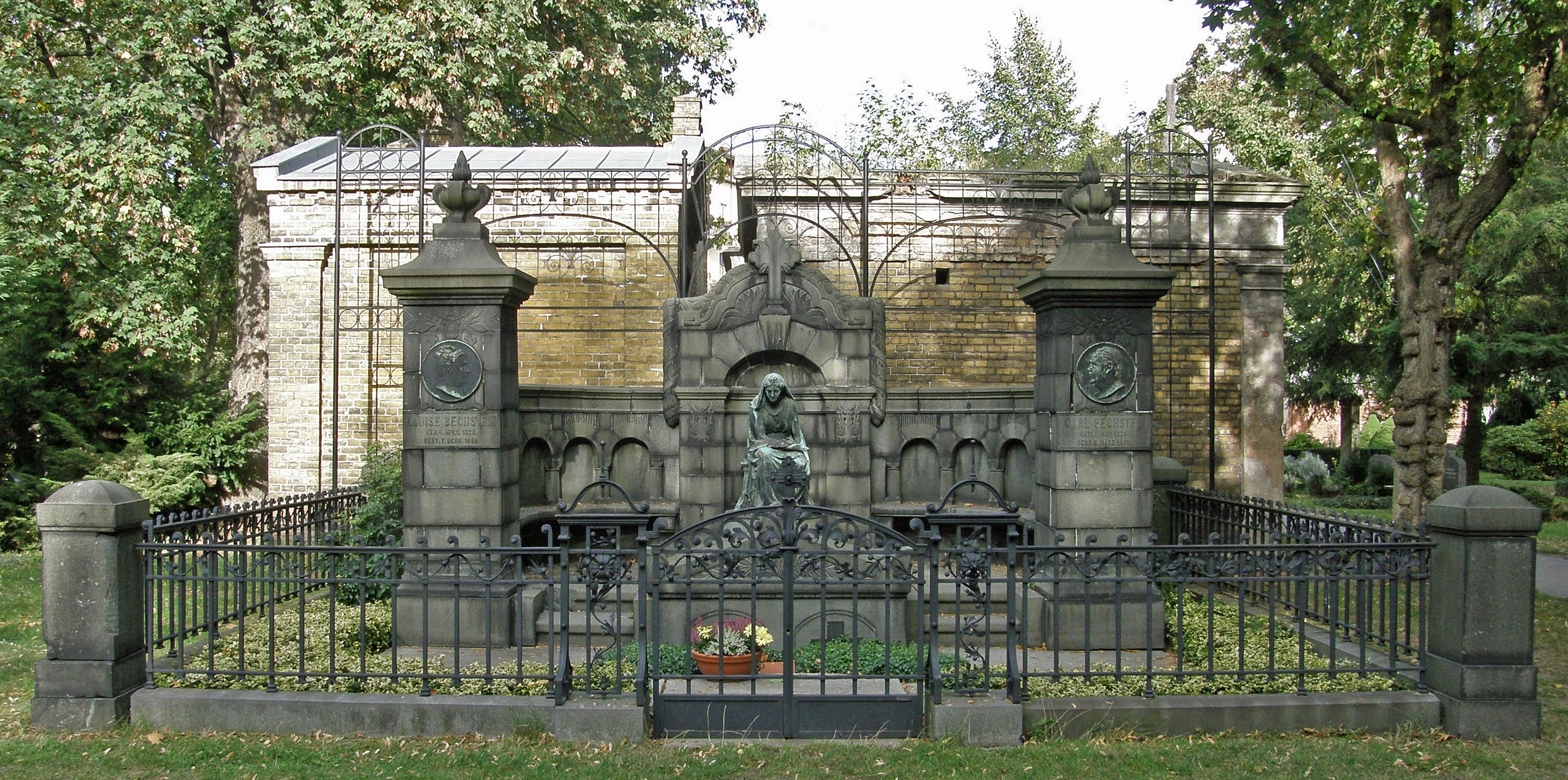
Die Grabanlage der Familie Bechstein auf dem Friedhof II der Sophiengemeinde in Berlin-Mitte

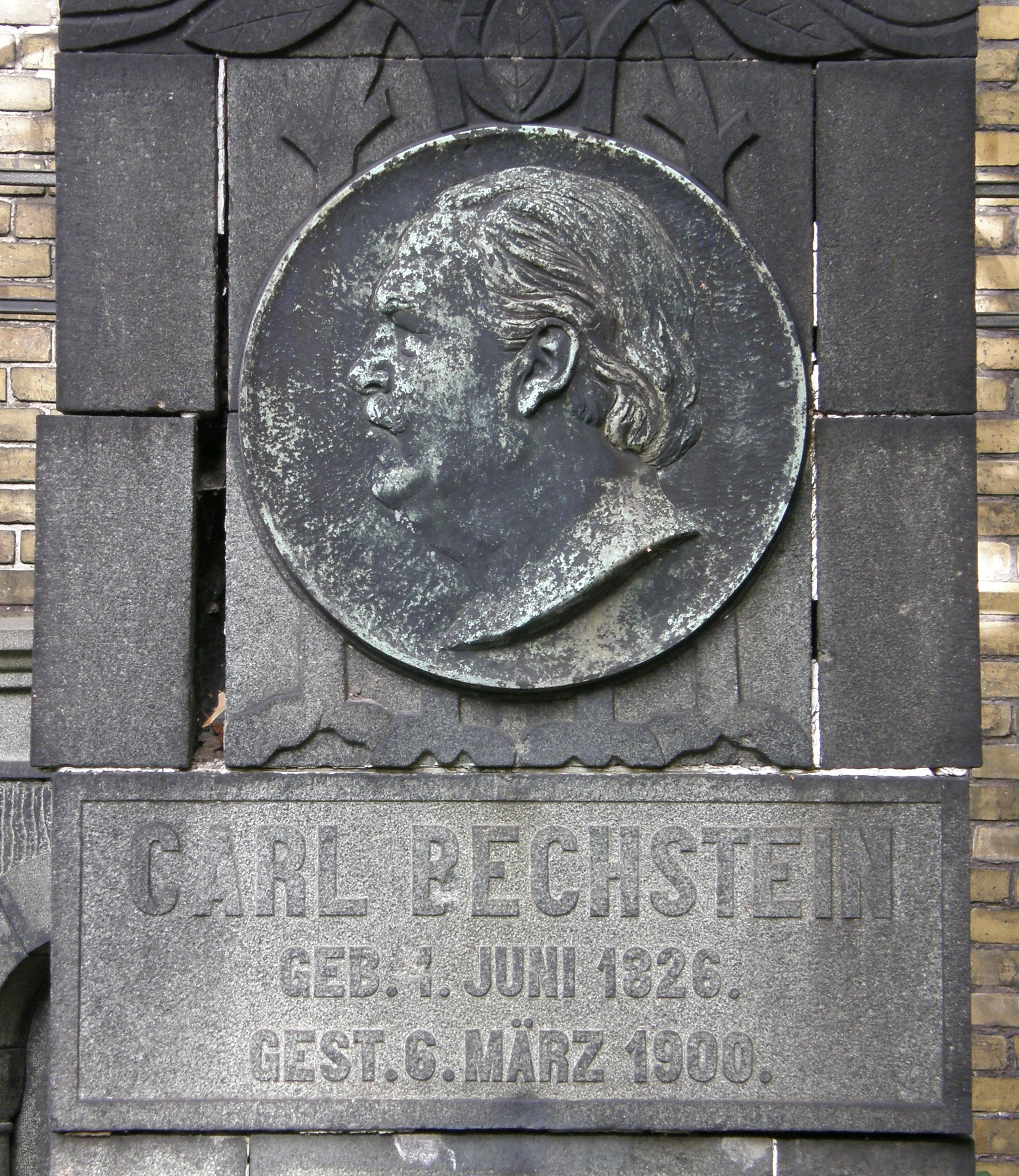
Relieftondo und Inschrift am Grab von Carl Bechstein

Carl Bechstein starb am 6. März 1900, knapp drei Monate nach dem Tod seiner Frau, im Alter von 73 Jahren in Berlin. Beigesetzt wurden beide auf dem dortigen Friedhof II der Sophiengemeinde an der Bergstraße (Feld IX-1-1/5).
Der Architekt Georg Roensch entwarf für eine Fläche von 40 m² eine eindrucksvolle Grabanlage aus grünem Fichtelgebirgs-Syenit mit halbovaler Grabwand, die auf beiden Seiten von Pfeilern abgeschlossen und deren Mittelnische von zwei, über Stufen zu erreichenden Sitzbänken flankiert wird. Davor bedeckt ein Scheinsarkophag das Gruftgewölbe. Die Pfeiler tragen bronzene Reliefmedaillons mit den Porträts von Carl und Louise Bechstein, deren im Profil erscheinende Köpfe einander zugewandt sind. Die Nische nimmt die Skulptur einer trauernden Muse auf, die in ihren Händen einen Palmwedel und einen Kranz hält. Eine Harfe zur Rechten der Sitzfigur, deren Augen mit dunklem Glas gestaltet sind, ist verloren gegangen. Skulptur und Porträtreliefs entwarf Max Koch; sie wurden in der Berliner Gießerei Hermann Noack gefertigt. Das die Anlage umgebende Grabgitter ist ein Werk der Firma Eduard Puls. Ein Klettergerüst für Rosen hinter der Grabanlage soll eine Sichtblende gegenüber den rückseitigen Grabkapellen herstellen.
Der Abschluss einer aufwendigen Restaurierung der Grabanlage wurde im September 2015 mit einer feierlichen Zeremonie auf dem Friedhof markiert. Bei den Arbeiten war insbesondere die von Einsturz bedrohte Gruft von den Fundamenten an gesichert worden. Die Mittel für die Restaurierung kamen größtenteils von der Stiftung Historische Kirchhöfe und Friedhöfe in Berlin-Brandenburg und der Deutschen Stiftung Denkmalschutz.
Auf Beschluss des Berliner Senats ist die letzte Ruhestätte von Carl Bechstein seit 1995 als Ehrengrab des Landes Berlin gewidmet. Die Widmung wurde im Jahr 2018 um die übliche Frist von zwanzig Jahren verlängert.

## Ehrungen
- Carl Bechstein wurde 1893 Ehrenbürger von Erkner, wo er sich eine Villa baute und finanziell zum Bau der Kirche beisteuerte. 1937 übernahm die Gemeinde das Haus, das seit dieser Zeit als Rathaus genutzt wird.
- Nach dem Tod Bechsteins edierte die Königliche Porzellan-Manufaktur Berlin (KPM) Mokkatassen mit seinem Porträt.
- 1999 wurde in Erkner die Heinrich-Heine-Schule in Carl-Bechstein-Gymnasium umbenannt.
- Am 24. Januar 2000 wurde ein Asteroid nach ihm benannt: (10856) Bechstein.
- Der seit 2006 ausgetragene Internationale Carl-Bechstein-Klavierwettbewerb ist nach ihm benannt.
- Die 2012 ins Leben gerufenen Carl Bechstein Stiftung ist nach ihm benannt.